# Asquenaz
Asquenaz é um personagem do Antigo Testamento, filho de Gomer (Gênesis 10:3). Uma das tribos jaféticas foi fundada por ele. Como é mencionado em conjunto com Mini e Arará (em Jeremias 51:27), supõe-se que tenha alguma relação com a Geórgia ou Armênia. Talvez Asquenaz tenha sido o predecessor do povo germânico e possivelmente de algumas tribos citas.